# David Don
David Don (Angus, Escòcia, 21 de desembre 1799 – Londres, Anglaterra, 15 de desembre de 1841) va ser un botànic escocès.
David Don nasqué a Doo Hillock, Forfar, Angus, Escòcia. Era germà del també botànic George Don. David va ser Professor de Botànica King's College de Londres des de 1836 a 1841, i bibliotecari a la Linnean Society of London entre 1822 i 1841.
Va descriure diverses de les principals coníferes descobertes en aquell període, incloent les primeres descripcions de Taxodium sempervirens D. Don; actualment dita Sequoia sempervirens (D. Don) Endl.), Pinus bracteata D. Don, actualment dita Abies bracteata (D. Don) A. Poit.), Pinus grandis Douglas ex D. Don; actualment Abies grandis (Douglas ex D. Don) Lindl.) i Pinus coulteri D. Don), i va posar en un nou gènere el Cupressus japonica Thunb.; actualment Cryptomeria japonica (Thunb.) D. Don.
També va donar nom al gènere d'orquídies Pleione i al gènere Cyanotis, l'any 1825. Va descriure un total de 2021 plantes.
David Don va ser bibliotecari del botànic Aylmer Bourke Lambert i per a ell compilà, Prodromus florae nepalensis ... London, J. Gale, 1825, basada en col·leccions fetes per Francis Hamilton i Nathaniel Wallich del jardí botànic de Calcuta.
L'any 1938 the London County Council honorà Don al 32 Soho Square amb una placa de pedra rectangular, que el commemorava junt amb els botànics Joseph Banks i Robert Brown i les reunions de la Linnean Society.